# 선하증권
선하증권(船荷證券, bill of lading: B/L)이란, 운송물을 수령 또는 선적한 때 용선자(傭船者)나 송하인의 청구에 따라 선박소유자가 발행하여 양륙항(揚陸港)에서 증권소지인에게 운송물을 인도할 것을 약속하는 유가증권이다.

## 같이 보기
- 해상법